# Ulaşlı, Kızıltepe
Ulaşlı là một xã thuộc huyện Kızıltepe, tỉnh Mardin, Thổ Nhĩ Kỳ. Dân số thời điểm năm 2010 là 116 người.